# Iquiracetima tuberosa
Iquiracetima tuberosa är en skalbaggsart som först beskrevs av Belon 1896.  Iquiracetima tuberosa ingår i släktet Iquiracetima och familjen långhorningar. Inga underarter finns listade i Catalogue of Life.